# هاروی الیوت
هاروی اسکات الیوت (انگلیسی: Harvey Elliott؛ زادهٔ ۴ آوریل ۲۰۰۳) بازیکن فوتبال اهل انگلستان است که برای باشگاه لیورپول بازی می‌کند.
وی همچنین در تیم‌های ملی فوتبال زیر ۱۵ سال انگلستان و زیر ۱۷ سال انگلستان بازی کرده‌است.
الیوت اولین بازی تیم اول خود را برای فولام در سپتامبر ۲۰۱۸ رقم زد و با ۱۵ سال و ۱۷۴ روز، جوانترین بازیکنی بود که در جام اتحادیه بازی کرد. در ماه مه ۲۰۱۹ با ۱۶ سال و ۳۰ روز، جوانترین بازیکنی بود که در لیگ برتر بازی کرد.

## عملکرد باشگاهی

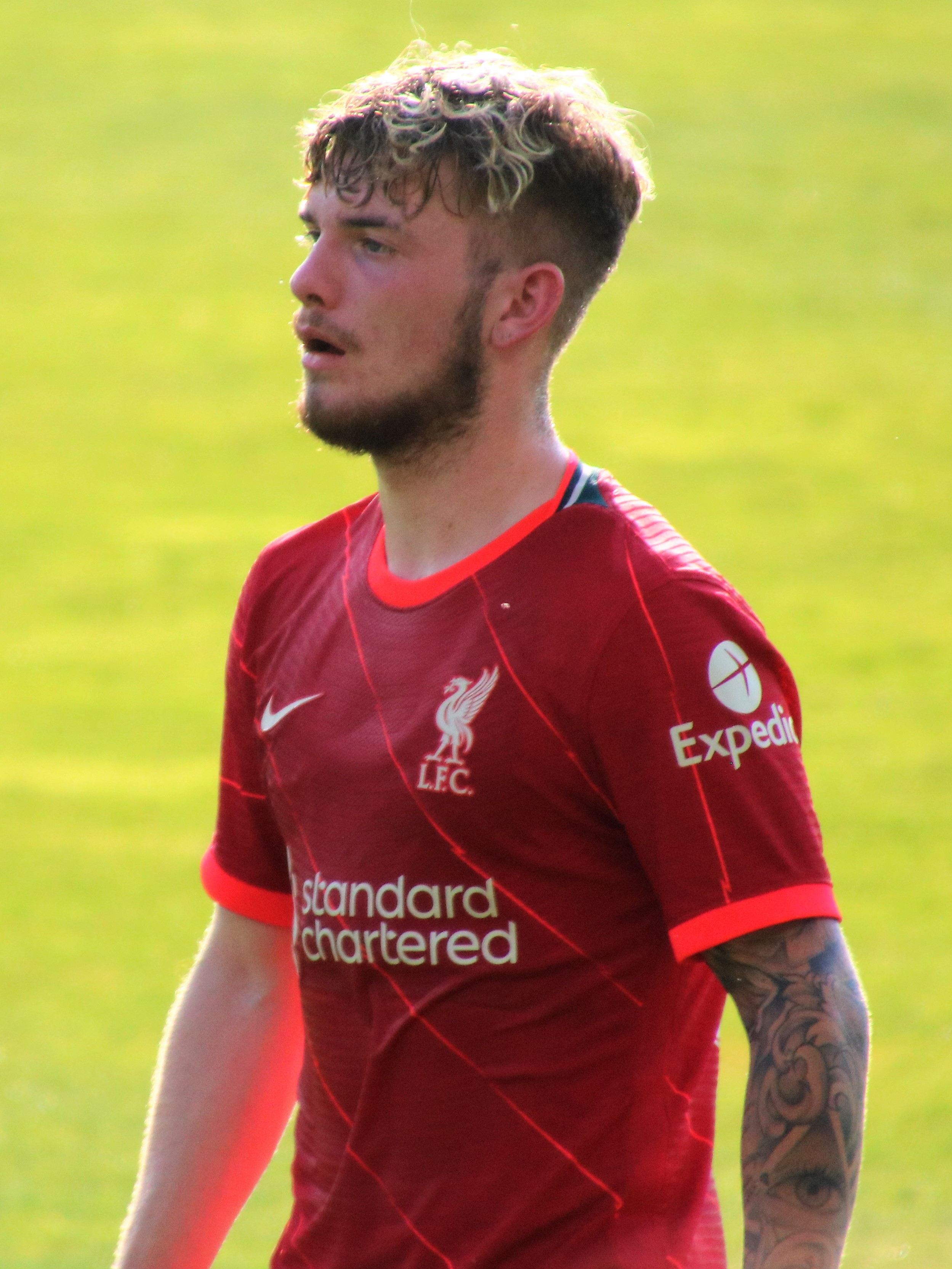
الیوت با لیورپول در مقابل ماینز در سال ۲۰۲۱

### فولام
الیوت در آکادمی فولام بود و در این مدت در مدرسه پسرانه کومبه در نیو مالدن شرکت کرد. الیوت اولین بازی اول خود را برای فولام به عنوان یک جانشین ۱۵ ساله در دقیقه ۸۱ در جام اتحادیه در ۲۵ سپتامبر ۲۰۱۸ مقابل میلوال به دست آورد. اوایل آن روز در مدرسه بوده‌است و صبح روز بعد نیز در مدرسه بود. در ۱۵ سال و ۱۷۴ روز او به جوانترین بازیکن تیم اول و جوانترین بازیکن باشگاه در این رقابت‌ها تبدیل شد.
در ۴ مه ۲۰۱۹، الیوت پس از حضور در دقیقه ۸۸ به عنوان جانشین آندره فرانک زامبو آنگوئیسا در یک بازی با نتیجه ۰–۰ مقابل ولورهمپتون واندررز، اولین بازی خود را در لیگ انجام داد. با انجام این کار، او جوانترین بازیکن لیگ برتر در ۱۶ سال و ۳۰ روز شد و رکوردی را که متیو بریگز، بازیکن دیگر فولام در سال ۲۰۰۷ تعیین کرد، شکست.

### لیورپول
در ژوئیه سال ۲۰۱۹، وی با انتقال به لیورپول ارتباط برقرار کرد، همچنین از رئال مادرید و پاری سن ژرمن نیز پیشنهاد دریافت کرد. در تاریخ ۲۸ ژوئیه، وی با هزینه ای اعلام نشده برای لیورپول قرارداد بست. در همان روز، او اولین حضور خود را در این باشگاه، به عنوان جانشین، در یک شکست ۳–۰ دوستانه مقابل ناپولی رقم زد.
او اولین بازی رقابتی خود را برای این باشگاه در تاریخ ۲۵ سپتامبر ۲۰۱۹ در بازی جام اتحادیه مقابل میلتون کینز دونز انجام داد. پس از انجام این کار، در سن ۱۶ سال و ۱۷۴ روز، او جوانترین بازیکنی بود که مسابقه ای را برای این باشگاه آغاز کرد و دومین جوان بعد از جروم سینکلر بود که در یک مسابقه رقابتی حضور داشت.
ماه بعد، در جریان ضربات پنالتی ۵-5 (5-4) این باشگاه مقابل آرسنال در مرحله بعدی این رقابت‌ها، الیوت جوانترین بازیکن در سن ۱۶سال و ۲۰۹ روز بود که در زمین خانگی لیورپول، آنفیلد، بازی را شروع کرد. در ۲ ژانویه ۲۰۲۰، او اولین بازی خود در لیگ برتر را برای لیورپول رقم زد و یک دقیقه قبل از سوت پایان در یک پیروزی ۲–۰ خانگی مقابل شفیلد یونایتد، جانشین محمد صلاح شد.

## عملکرد بین‌المللی
الیوت با به ثمر رساندن اولین گل خود برای گروه سنی از نقطه ای در تساوی ۲ بر ۲ با لهستان میزبان به ثمر رساند پیش از این که انگلیس با کمک کوین بتسی پس از یک پنالتی ۳ بر یک به پیروزی برساند، به تیم زیر ۱۷ سال انگلیس کمک کرد تا در جام سیرینکا ۲۰۱۹ قهرمان شود.

## افتخارات

#### لیورپول
- سوپر کاپ اروپا:۲۰۱۹
- جام باشگاه‌های فوتبال جهان:۲۰۱۹
- جام خیریه انگلستان : ۲۰۲۲
- پریمیر لیگ : ۲۰۲۴-۲۰۲۵
- جام اتحادیه فوتبال انگلستان : (۲)قهرمان

۲۰۲۱-۲۰۲۲ ، 
۲۰۲۳-۲۰۲۴ ، و نایب قهرمان ۲۰۲۴-۲۰۲۵
- لیگ قهرمانان اروپا : نایب قهرمان ۲۰۲۱-۲۰۲۲

#### زیر ۱۷سال انگلیس
- جام سیرینکا:۲۰۱۹

#### زیر ۲۱ سال انگلیس
- قهرمان  لیگ ملت های اروپا زیر ۲۱ سال : ۲۰۲۳